# Пармавож (приток Ягынты)
Пармавож — река в России, течёт по территории городского округа Усинск и Усть-Цилемского района Республики Коми. Устье реки находится в 9 км по левому берегу Янгыты на высоте 21 м над уровнем моря. Длина реки составляет 41 км.

## Данные водного реестра
По данным государственного водного реестра России относится к Двинско-Печорскому бассейновому округу, водохозяйственный участок реки — Печора от водомерного поста Усть-Цильма и до устья, речной подбассейн реки — бассейны притоков Печоры ниже впадения Усы. Речной бассейн реки — Печора.
Код объекта в государственном водном реестре — 03050300212103000082370.